# Hyllmeter
Hyllmeter är en måttenhet för omfånget av samlingarna i bibliotek och arkiv, nämligen den sammanlagda längden i meter av alla bokhyllor. En hyllmeter är helt enkelt en meter hyllplan med böcker, om bokhyllan har flera hyllplan räknas dessa ihop. Det vill säga en fem meter lång bokhylla med 4 hyllplan motsvarar 20 hyllmeter.
Ett annat mått för samlingarnas omfång är antalet volymer (böcker, bokband), som i medeltal uppgår till 33 volymer per hyllmeter för folkbibliotek och 40 volymer per hyllmeter för forskningsbibliotek. Det sammanlagda antalet boksidor kan uppskattas till 20 000 sidor per hyllmeter.
En typisk bokhylla som Ikea Billy med 80 cm bredd (invändigt 76,3 cm) och sex hyllplan rymmer 4,58 hyllmeter. År 1920 uppgick Uppsala universitetsbiblioteks bokbestånd, som då var landets största, till 17 984 hyllmeter. År 2013 uppgick Kungliga bibliotekets samlingar till 140 000 hyllmeter, varav 70 000 hyllmeter eller 2,7 miljoner volymer var böcker. Det svenska Riksarkivet omfattar 130 000 hyllmeter (1995). Världens största bibliotek är Library of Congress i Washington DC, som omfattar 850 000 hyllmeter och 128 miljoner volymer, varav 29 miljoner böcker (2004).